# IC 4549
IC 4549 ist eine Spiralgalaxie vom Hubble-Typ Sbc im Sternbild Bärenhüter am Nordsternhimmel.
Das Objekt wurde am 23. Juli 1903 von Stéphane Javelle entdeckt.